# Filocles d'Atenes
Filocles (Philocles, Φιλοκλη̂ς) fou un arquitecte atenenc nadiu de la demos d'Acarnes.
Encara que no és esmentat pels autors antics, fou un dels principals arquitectes grecs i va construir entre d'altres el temple jònic d'Atena Poliàs (vers el 336 al 332 aC), segons consta en una inscripció en aquest mateix temple avui al Museu Britànic.